# 宁汶河
宁汶河、汶宁新河、小汶河位于山东省西南部，是梁济运河左岸支流，流经泰安市宁阳县和济宁市汶上县。
在汶上县境内的小汶河，是第七批全国重点文物保护单位——大运河（京杭大运河已并入）的在济宁市的子项之一。

## 历史
明朝永乐年间，工部尚书宋礼负责治理会通河。在他和白英主持下，利用旧沟，开挖疏通成引大汶河济大运河的河道，此即小汶河。工程亦是南旺水利枢纽的一部分。当时，小汶河北起大汶河南岸南城子村东开口，下至南旺分水龙王庙入京杭大运河。开挖小汶河时，因上、下游落差较大，为降低流速储存水量，全河弯曲迂回，沿走高地，滩浅而宽，较大弯80余处，一般宽度100米至500米。
清朝光绪二十七年（1901年），漕运停运，后因年久失修，小汶河水患严重。1959年，山东省水利局会同济宁、泰安专区及东平县、汶上县，治理小汶河。为解决小汶河水患，在泗汶西北修筑小汶河拦河坝，堵住大汶河分洪，改称宁汶河，又称汶宁新河。
宁汶河失去大汶河来水后，1963年又将流经汶上县杨店乡曹营村的北泉河该道入宁汶河，成为宁汶河上源。北泉河发源自宁阳县西北鹤山乡泗皋村村东诸泉，西南流21公里后至曹营村。宁汶河自北泉河入口，继续西南流至汶上县南旺镇西注入梁济运河。
宁汶河全长89.5公里，流域面积238平方公里。小汶河（宁汶河）由小汶河干流、小汶河东支和小汶河北支三部分组成。其中，小汶河干流在汶上县境内总长69千米，从军屯乡庄户村后三叉口起，经过汶上县的军屯、杨店、郭仓、郭楼、寅寺、汶上、次丘、刘楼、南旺9个乡镇、约42个村庄，于南旺镇十里闸村南注入梁济运河，总流域面积238平方千米（其中包括宁阳县108平方千米）。小汶河东支于宁阳县鹤山乡泗皋村东北，往西南流经宁阳县的王面乡和汶上县的白石乡、军屯乡，在军屯乡庄户村后三叉口与小汶河干流交汇，总长17.9千米，其中汶上县境内7.832千米。小汶河北支北起军屯乡李集村西李集闸东交通桥，往南在军屯乡庄户村后三叉口入小汶河干流，全长8.304千米。

## 在汶上县境内
1959年后，在汶上县境内的小汶河亦有改道。1962年，将泉河曹营以上的河道（流域面积192.5平方千米）改道入小汶河。1963年，将下游段从田楼改道，通过二道沟汇入总泉河。1978年，从中王庄始，经十里闸北改道入梁济运河。经过改道治理后，目前是汶上县主要的防洪除涝及引汶补源河道。
在2010年代，小汶河的防汛保证任务是入梁济运河河口保证水位37.5米，相应参考流量95.28立方米每秒。（设计小汶河入梁济运河口二十年一遇防洪流量620立方米每秒，水位39.24米）。防洪保护区，有南旺、刘楼、次丘、汶上镇、寅寺、郭楼、郭仓、杨店、军屯、白石10处乡镇的安全，保护面积372.88平方公里，保护人口33.3万人。
由于小汶河没有节制闸，遭遇到洪水时很难控制水量。2006年宁阳县大暴雨中，小汶河东支来水达100立方米每秒，使小汶河两岸出现不同程度的险情，所以小汶河防洪压力非常大。

## 在宁阳县境内
宁汶河在宁阳县境内，称小汶河、北泉河，流经鹤山镇下属黄山庄村、山后村等十一个行政村。流出鹤山镇后，进入汶上县白石镇。